# クィントゥス・オグルニウス・ガッルス
クィントゥス・オグルニウス・ガッルス（ラテン語: Quintus Ogulnius Gallus、生没年不詳）は紀元前3世紀初頭の共和政ローマの政治家・軍人。紀元前269年に執政官（コンスル）を務めた。

## 出自
プレブス（平民）であるオグルニウス氏族の出身。父のプラエノーメン（第一名、個人名）はルキウス、祖父はアウルスである。オグルニウス氏族はエトルリアの出身と思われる。兄弟に共にオグルニウス法を制定したグナエウスがいる。氏族の中で執政官に達したのは彼一人で、他の高位官職についたものもほとんどいない。

## 経歴

### 護民官（紀元前300年）
ガッルスは同時代の殆どのローマ人とは異なり、エトルリアとギリシア文化に深い造詣があった。ガッルスは愛国的なファビウス氏族と密接な関係があり、およそ半世紀にわたってローマの政治に影響を与えてきた。ガッルスが記録に最初に登場するのは紀元前300年に護民官に選出された際である。
ガッルスは兄弟で同じく護民官であったグナエウスと共に、プレブスが神祇官とアウグル（鳥占官）に就任することを認めた法案を提案したが、この法案ではプレブスが両官職の半数以上を占める事となるため、パトリキからの激しい反発を受けた。反対派の急先鋒であったクラウディウス・カエクスと、プレブス出身のデキウス・ムスとの間で激しい論争が繰り広げられた結果、トリブス民会でオグルニウス法として成立した。この法によりパトリキとプレブスの権利は同一となり、新しい支配階級であるノビレスの形成が加速された。

### 上級按察官（紀元前296年）
紀元前296年、ガッルスは上級按察官（アエディリス・クルリス）に就任、同僚は再びグナエウスであった。かれは何人かの高利貸しを法廷に引き出し、彼らの資産を没収した資金で、ユピテル神殿に戦車に載ったユピテル像を作り、ロームルスとレムスの像も奉納された。またカペーナ門とマルス神殿の間が石で舗装された。

### 外交使節
紀元前292年、ローマでは疫病が蔓延していた。ガッルスは元老院議員10人から構成される使節団を率い、ペロポネソス半島のエピダウロスにある医療神アスクレーピオスの聖域（アスクレペイオン）に神託を得に向かった。ローマの歴史家達は、神の顔から滑り降りた蛇（クスシヘビ）が、使節団の船のガッルスの部屋に入り込み、使節団がローマに戻るとティベリーナ島に泳いでいったため、そこにアスクレペイオンが建てられた。
紀元前273年、ガッルスは再び外交使節に選ばれた。ファビウス氏族の二人、紀元前292年の執政官クィントゥス・ファビウス・マクシムス・グルゲスとヌメリウス・ファビウス・ピクトル（紀元前266年の執政官）と共に、プトレマイオス朝エジプトに派遣されたが、これはローマとエジプトの外交関係の始まりであった。プトレマイオス2世は使節に莫大な贈り物を与え、ローマに帰還した使節はこれを国庫に収めた。しか元老院は民会の同意を得た上で、これを使節個人に褒賞として与えた。

### 執政官（紀元前269年）
ガッルスのキャリアの頂点は、紀元前269年の執政官就任である。同僚執政官はガイウス・ファビウス・ピクトルであった。両執政官は南イタリアで抵抗していたサムニウム人のロリウスに対処し、ブルティウムでの最後の抵抗を鎮圧してイタリア南部を制圧した。またピケニ人の反乱も起こったが、この鎮圧は翌年の執政官に委ねられた。ロームルスとレムスが刻印されたローマ最初の銀貨の鋳造も始めた。

### 独裁官（紀元前257年）
紀元前257年にガッルスは独裁官（ディクタトル）に就任するが、軍事目的ではなくラティウムに祭祀（ルディの競技会）を執り行うためのものであった。これは歴史的に見て例外的なものであった（非軍事目的で独裁官が置かれることはあるが、選挙の管理か疫病平癒を願う「釘打ちの儀式」のためで、祭祀のためと記録があるのはこのときのみである）。このときは第一次ポエニ戦争の最中であり、両執政官共にシケリアに出征していた。ローマでは競技会を開催するために、宗教儀式に通じた高位の人物を必要としたがガッルスが選ばれたものである。

## 参考資料

### 古代の資料
- アウレリウス・ウィクトル『皇帝伝』
- ウァレリウス・マクシムス『有名言行録』
- ハリカルナッソスのディオニュシオス『ローマ古代誌』
- エウトロピウス『首都創建以来の略史』
- ゾナラス『歴史梗概』
- カピトリヌスのファスティ
- ティトゥス・リウィウス『ローマ建国史』
- ガイウス・プリニウス・セクンドゥス『博物誌』

### 研究書
- Broughton R. Magistrates of the Roman Republic. - N. Y. , 1951. - Vol. I. - 600 p.
- Münzer F.  Ogulnius // RE. - 1937. - T. XVII, 2. - P. 206 .
- Münzer F.  Ogulnius 2 // RE. - 1937. - T. XVII, 2. - P. 206 .
- Münzer F.  Ogulnius 5 // RE. - 1937. - T. XVII, 2. - P. 2064-206 .